# Церковь Святых Апостолов (Флоренция)
Церковь Святых Апостолов (итал. La chiesa dei Santi Apostoli) — католический храм, расположенный на площади Пьяцца дель Лимбо во Флоренции, Тоскана.
Это одна из старейших и богатейших исторических церквей Флоренции, от которой берут начало некоторые из древних легенд города, а её центральное место в популярных фестивалях, таких как «взрыв повозки» (lo scoppio del carro), снискало церкви популярное название «Старый собор Флоренции» (Vecchio Duomo di Firenze), несмотря на то, что храм никогда не был городским собором. В этой церкви сохранились также три осколка камня «Гроба Господня», которые Готфрид Бульонский, один из предводителей Первого крестового похода 1096—1099 хотел подарить Паццино де Пацци за то, что тот первым поднялся на стены Иерусалима и открыл путь рыцарям-крестоносцам при завоевании города.

## История
Мемориальная доска на фасаде датирует основание церкви 800 годом, в присутствии не кого иного, как Карла Великого и Орландо, паладина Франции. Историки сомневаются в достоверности надписи, созданной несколькими столетиями позже предполагаемых фактов, и датируют основание церкви примерно концом XI века.

## Архитектура
Маленькая церковь сохранила архитектуру романского стиля с мраморным порталом XVI века, приписываемым Бенедетто да Ровеццано из Пистои. От церкви открывается вид на небольшую площадь Лимбо (Рiazza del Limbo), названную так потому, что в древности здесь располагалось кладбище детей, умерших до крещения, которые, как описывает Данте в «Божественной комедии», остались в неопределенной области потустороннего мира, называемой Лимбом. Небольшая колокольня построена Баччо д’Аньоло в XVI веке.

## Интерьер
Внутреннее устройство церкви отражает эстетику раннехристианского искусства: колонны зелёного мрамора из Прато и разные капители, заимствованные из древнеримских построек (первые две коринфского стиля происходят из руин находившихся неподалеку терм и датируются I веком до нашей эры). Деревянное стропильное перекрытие относится к 1333 году. Пол с примитивной мозаикой был восстановлен в ходе реставрации.
В церкви расположенные многие надгробия представителей знатных тосканских семей (Аччьяйоли, Альтовити, Дель Бене). Апсида имеет простую романскую структуру с открытыми прямоугольными камнями грубоватой кладки. Простота интерьера с полуциркульными, типично романскими, арками, согласно одной из версий, вдохновила архитектора Брунеллески на создание его знаменитых «аркад по колоннам» раннего Возрождения. В апсиде находится гробница архиепископа Антонио Альтовити с нишей и двумя волютами, соединёнными с небольшими боковыми дверями (Джованни Антонио Дозио), увенчанными бюстами Карла Великого и Антонио Альтовити, работа (Джованни Каччини). Погребальный памятник Оддоне Альтовити атрибутируется Бенедетто да Ровеццано (1507).
Алтарный образ «Мадонны с Младенцем на троне между ангелами и святыми» и «Поклонение волхвов» (1383) созданы Якопо ди Чоне и Никколо Джерини.
В конце левого нефа установлена ценная скиния («шатёр») из полихромной майолики работы флорентийской мастерской Андреа делла Роббиа, а в первой части левого нефа находится небольшая ниша, в которой хранятся камни, согласно традиции, привезенные Паццино де Пацци из Святой Земли после первого крестового похода. Каждый год в день Пасхи в скинии торжественно зажигают огонь для традиционного «взрыва повозки» на площади Пьяцца дель Дуомо.

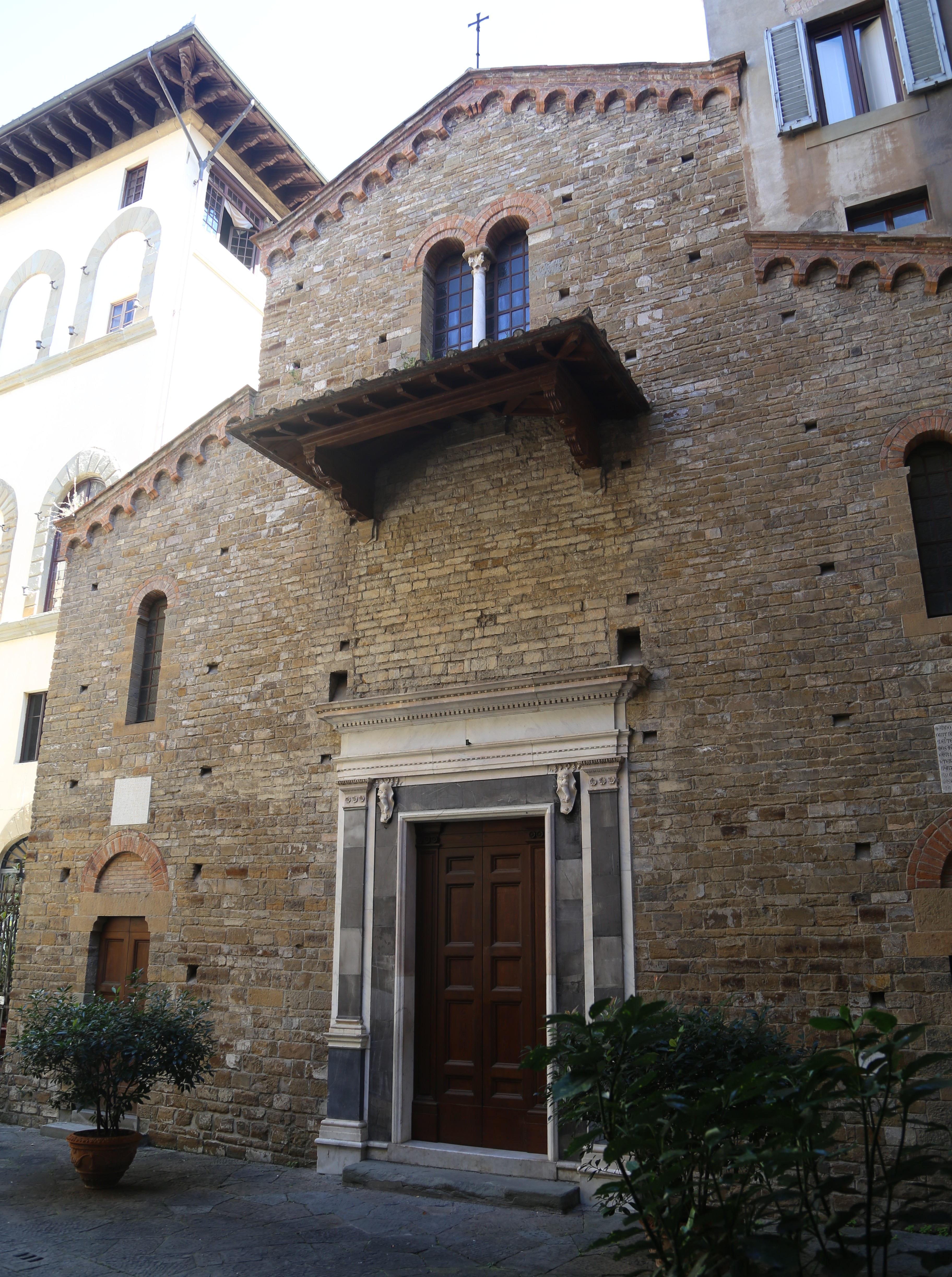
Главный фасад
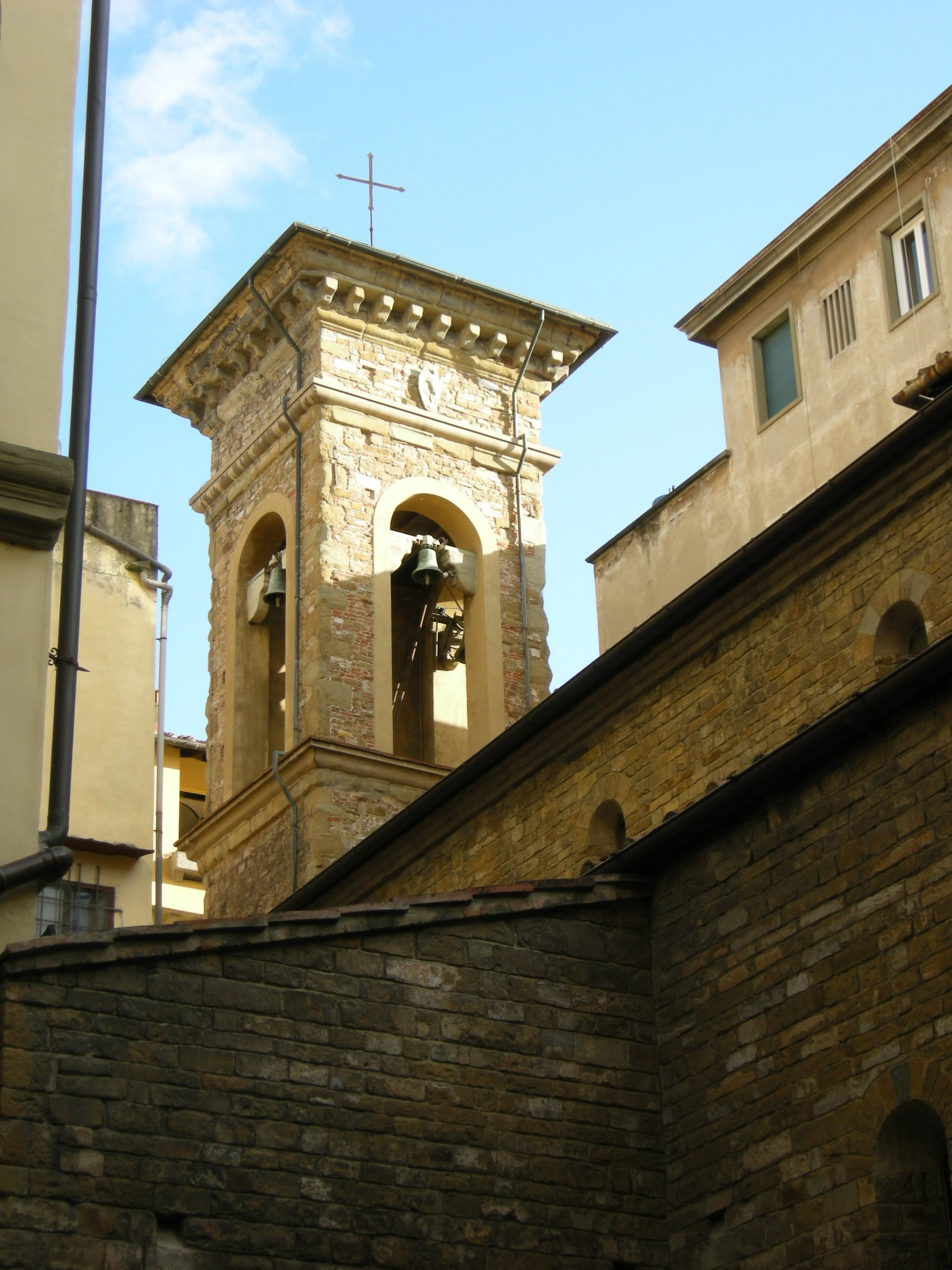
Кампанила (колокольня)
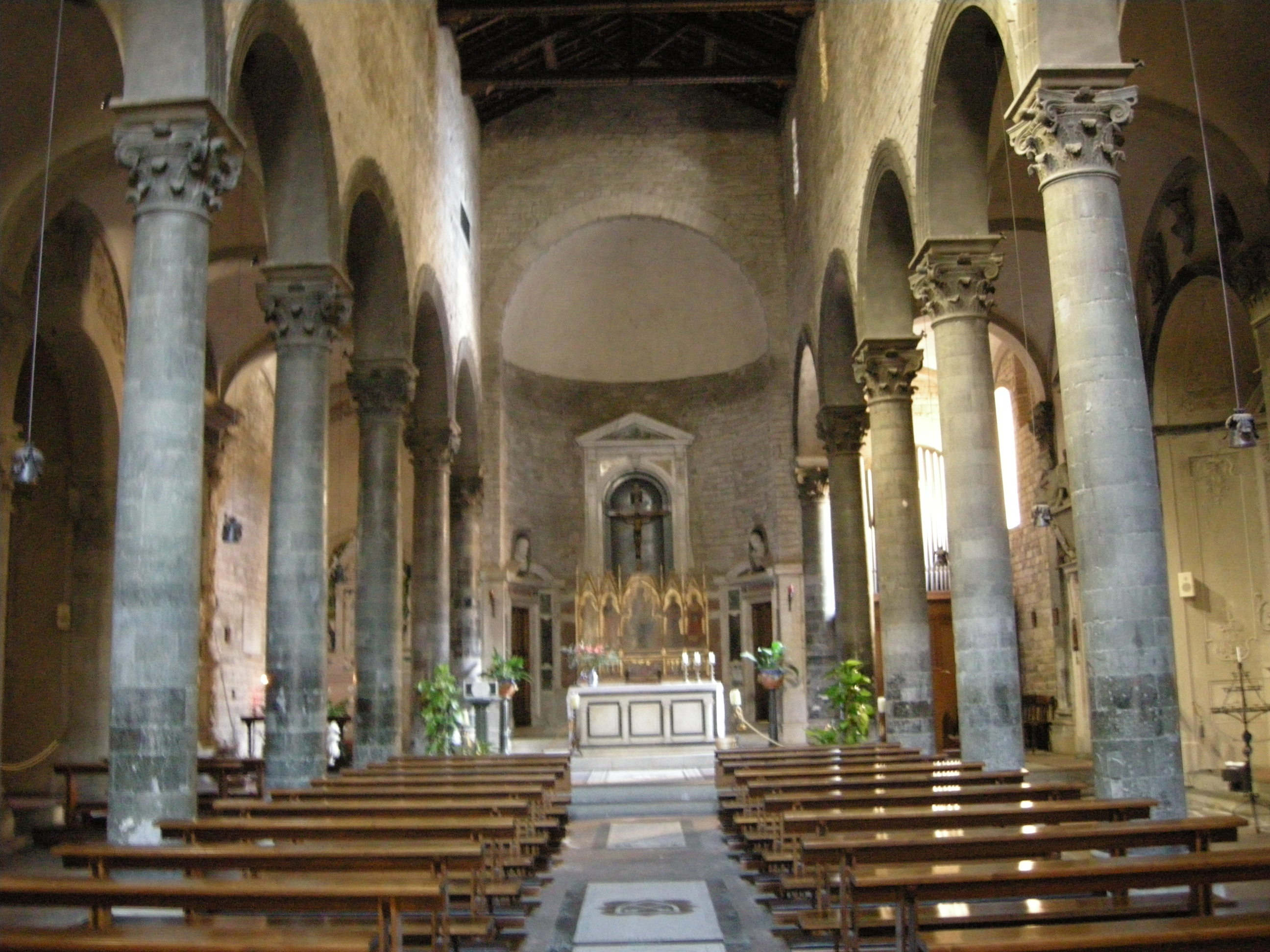
Интерьер
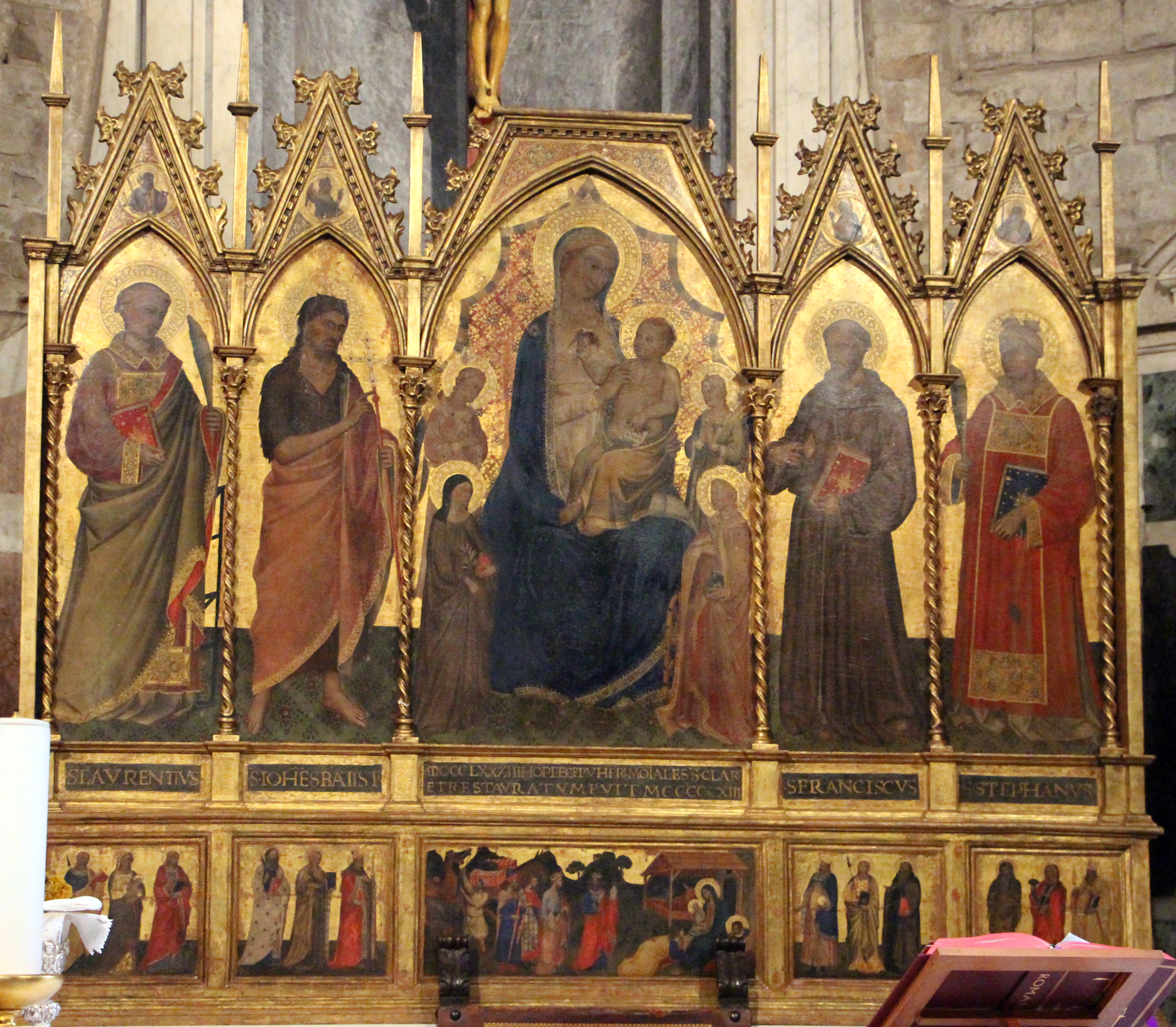
Главный алтарь. Якопо ди Чоне и Никколо Джерини. Мадонна с Младенцем на троне между ангелами и святыми. Поклонение волхвов. 1383
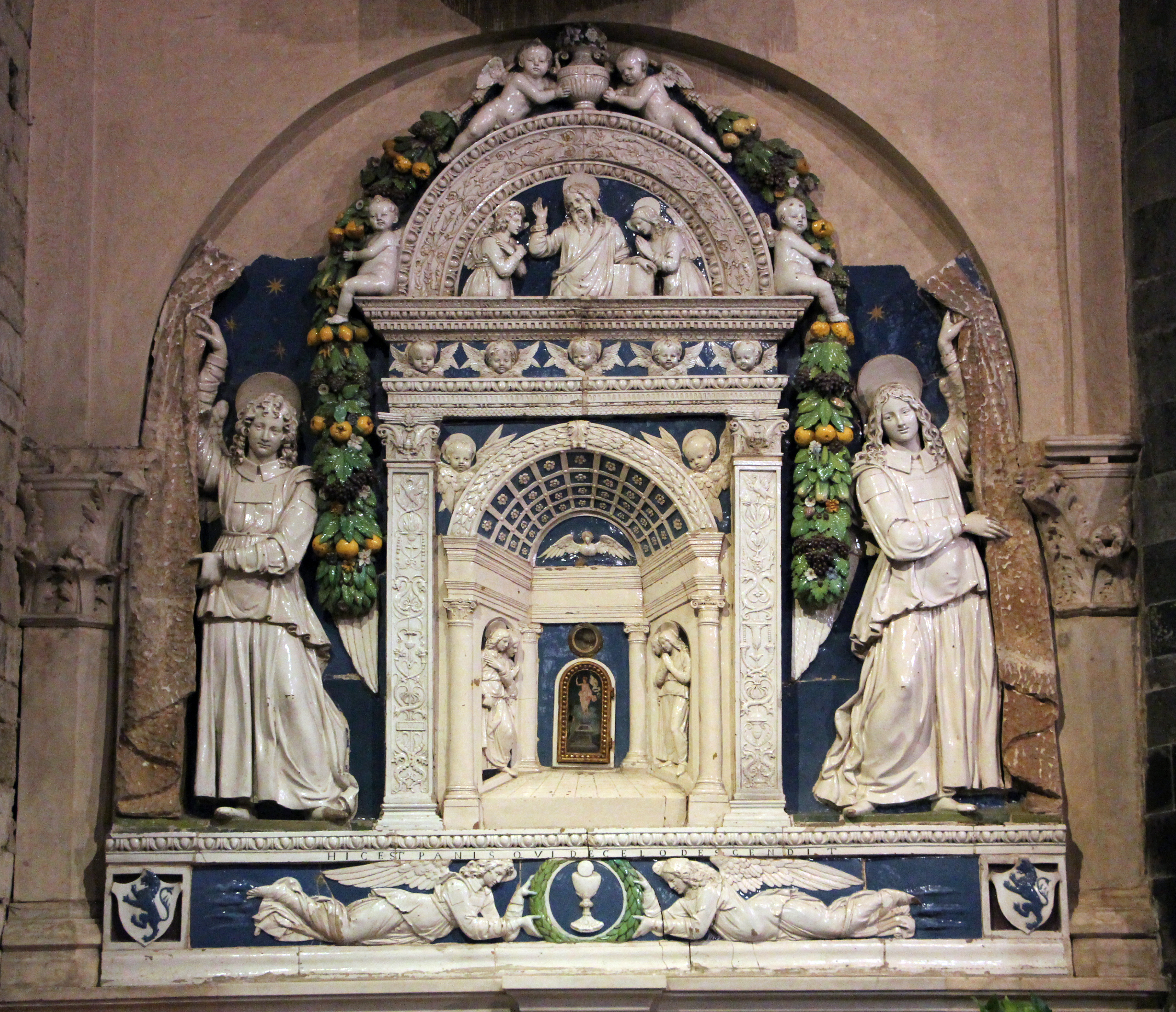
Табернакль (скиния). Андреа делла Роббиа. 1512. Майолика
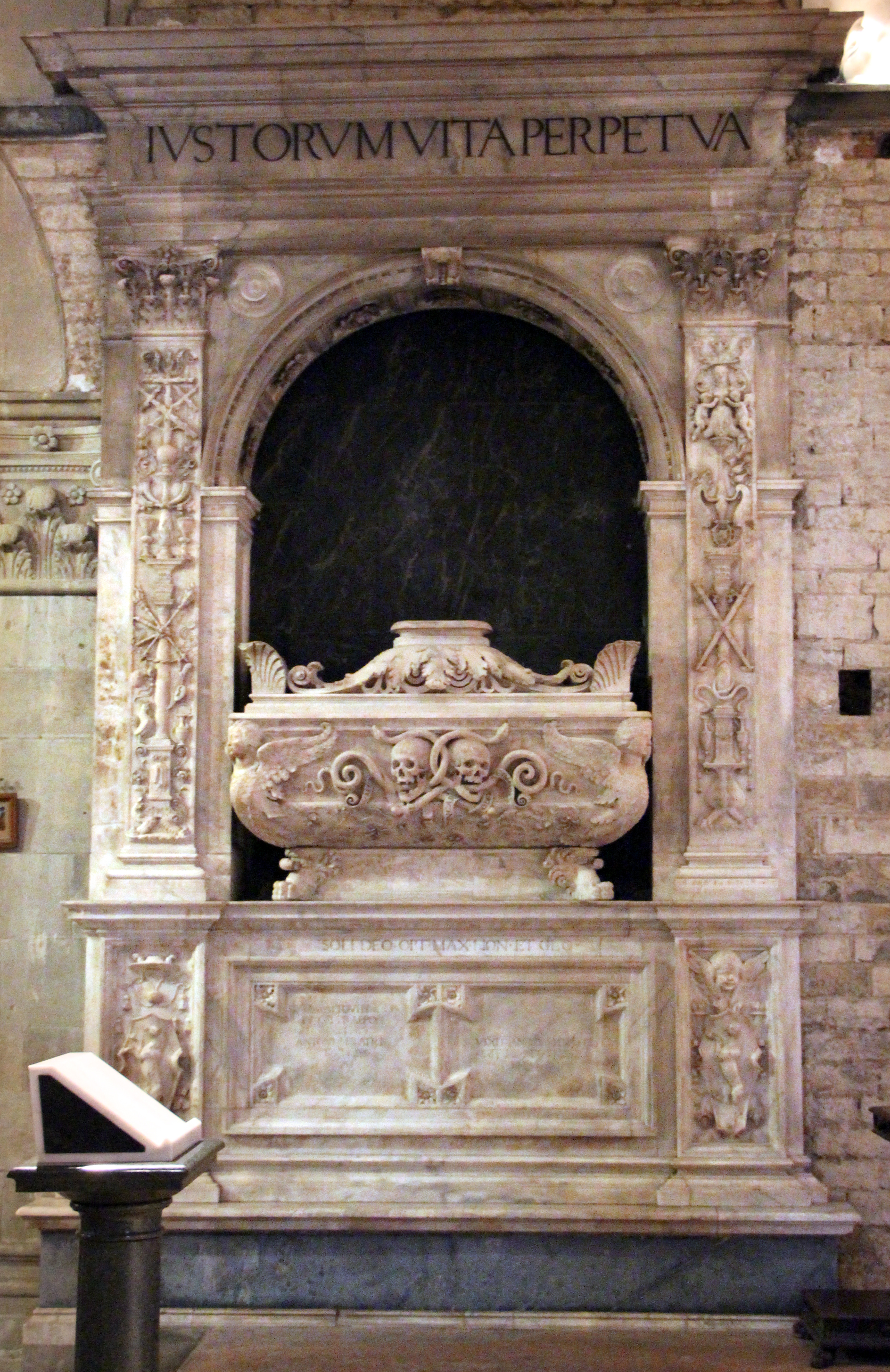
Бенедетто да Ровеццано. Надгробие Оддоне Альтовити. 1507
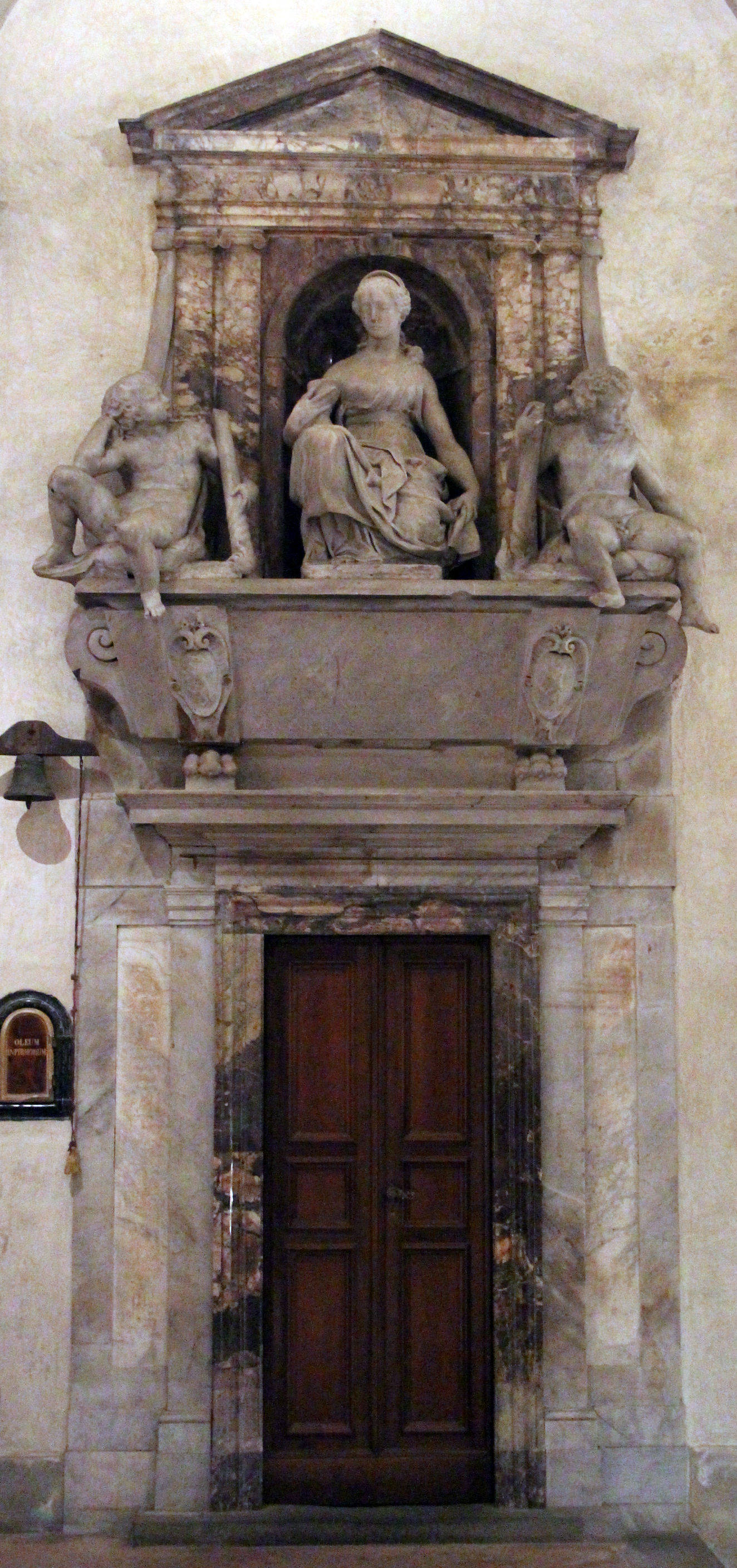
Б. Амманати. Надгробие Биндо Альтовити. 1570
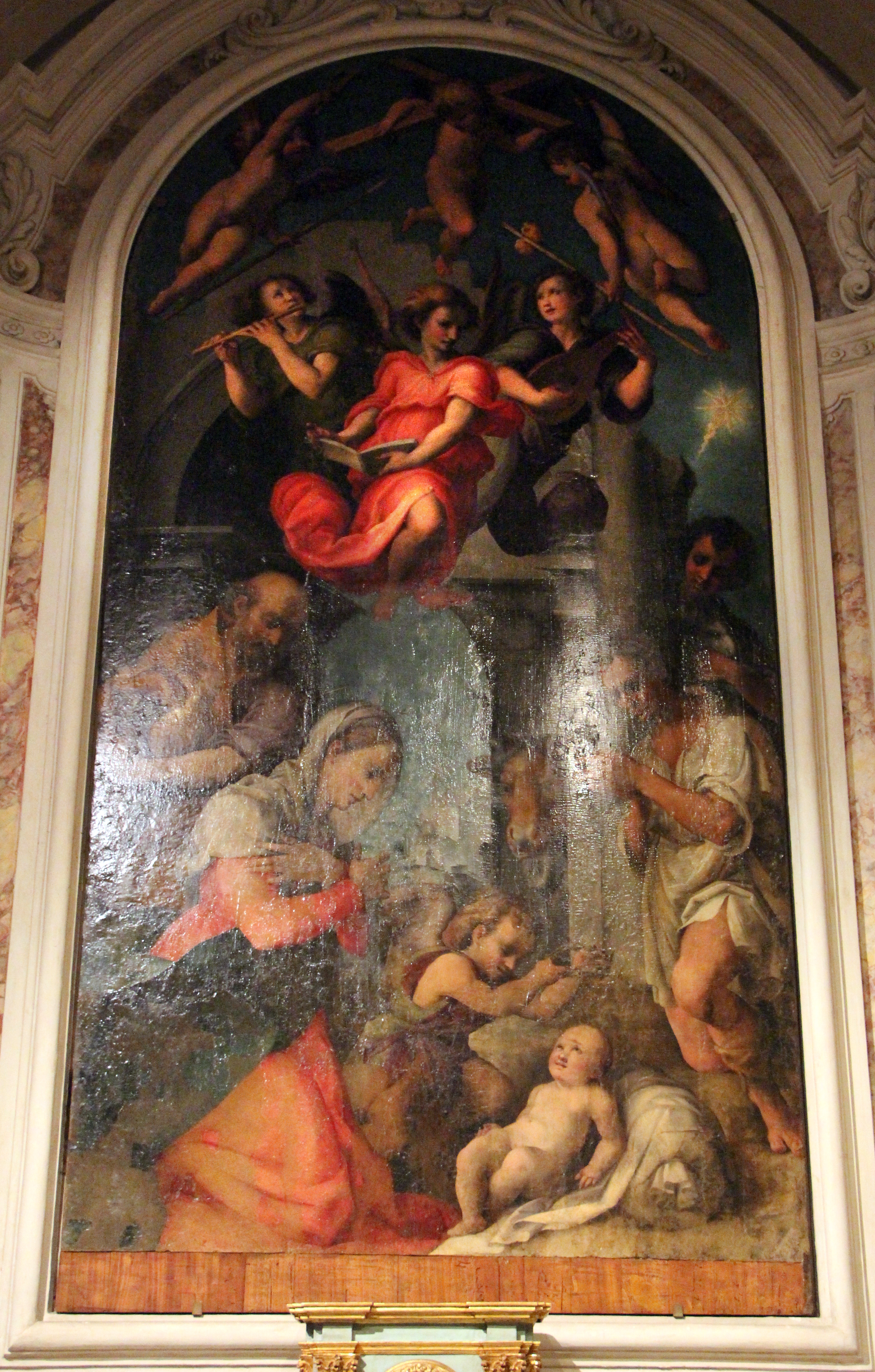
Мазо ди Сан Фриано. Поклонение Младенцу
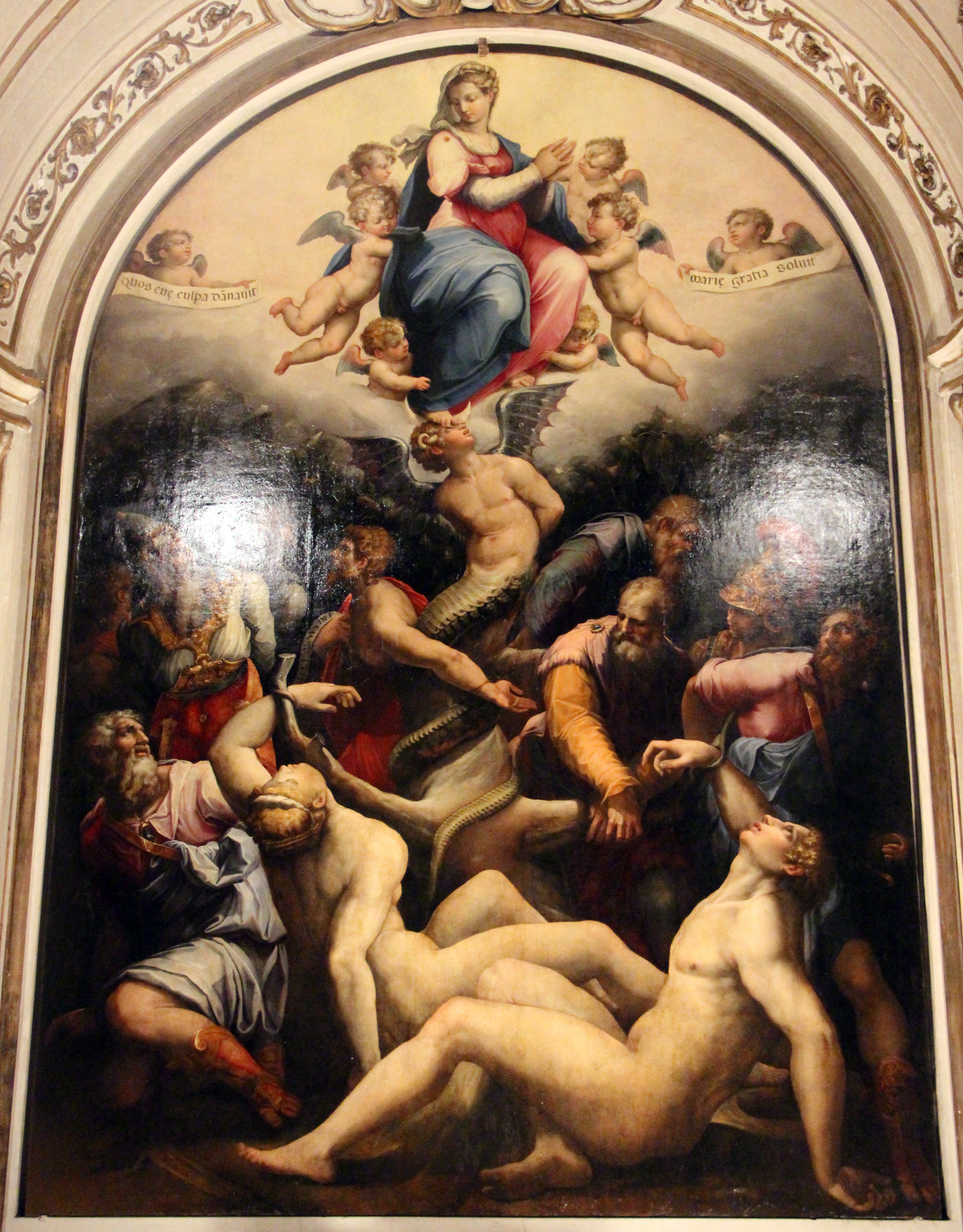
Дж. Вазари. Аллегория непорочного зачатия. 1541